# العلاقات المالاوية الموريتانية
العلاقات المالاوية الموريتانية هي العلاقات الثنائية التي تجمع بين مالاوي وموريتانيا.

## مقارنة بين البلدين
هذه مقارنة عامة ومرجعية للدولتين:
| وجه المقارنة                                              | مالاوي                     | موريتانيا                 |
| --------------------------------------------------------- | -------------------------- | ------------------------- |
| المساحة (كم2)                                             | 118.48 ألف                 | 1.03 مليون                |
| عدد السكان (نسمة)                                         | 18.62 مليون                | 4.42 مليون                |
| الكثافة السكانية (ن./كم²)                                 | 157.16                     | 4.29                      |
| العاصمة                                                   | ليلونغوي، زومبا            | نواكشوط                   |
| اللغة الرسمية                                             | لغة إنجليزية، لغة الشيشيوا | اللغة العربية، لغة فرنسية |
| العملة                                                    | كواشا ملاوية               | أوقية موريتانية، أوقية ‏   |
| الناتج المحلي الإجمالي (بليون دولار)                      | 6.30 مليار                 | 5.02 مليار                |
| الناتج المحلي الإجمالي (تعادل القوة الشرائية) بليون دولار | 22.43 مليار                |                           |
| الناتج المحلي الإجمالي الاسمي للفرد دولار أمريكي          | 338                        |                           |
| الناتج المحلي الإجمالي للفرد دولار أمريكي                 | 1.20 ألف                   | 3.91 ألف                  |
| مؤشر التنمية البشرية                                      | 0.445                      | 0.506                     |
| رمز المكالمات الدولي                                      | +265                       | +222                      |
| رمز الإنترنت                                              | .mw                        | .mr                       |
| المنطقة الزمنية                                           | ت ع م+02:00                | 00                        |

## منظمات دولية مشتركة
يشترك البلدان في عضوية مجموعة من المنظمات الدولية، منها:
| علم المنظمة | اسم المنظمة                                 | تاريخ انضمام مالاوي | تاريخ انضمام موريتانيا |
| ----------- | ------------------------------------------- | ------------------- | ---------------------- |
|             | البنك الإفريقي للتنمية                      | ?                   | ?                      |
|             | البنك الدولي للإنشاء والتعمير               | 19 يوليو 1965       | 10 سبتمبر 1963         |
|             | المركز الدولي لتسوية المنازعات الاستشارية   | 14 أكتوبر 1966      | 14 أكتوبر 1966         |
|             | منظمة التجارة العالمية                      | ?                   | 31 مايو 1995           |
|             | منظمة حظر الأسلحة الكيميائية                | ?                   | ?                      |
|             | الأمم المتحدة                               | 1 ديسمبر 1964       | 27 أكتوبر 1961         |
|             | مجموعة دول أفريقيا والكاريبي والمحيط الهادئ | ?                   | ?                      |
|             | الاتحاد الأفريقي                            | ?                   | 25 مايو 1963           |
|             | وكالة ضمان الاستثمار متعدد الأطراف          | 12 أبريل 1988       | 8 سبتمبر 1992          |
|             | منظمة الشرطة الجنائية الدولية               | ?                   | ?                      |
|             | مؤسسة التنمية الدولية                       | 19 يوليو 1965       | 10 سبتمبر 1963         |
|             | يونسكو                                      | 27 أكتوبر 1964      | 10 يناير 1962          |
|             | مؤسسة التمويل الدولية                       | 19 يوليو 1965       | 29 ديسمبر 1967         |
|             | الاتحاد البريدي العالمي                     | ?                   | ?                      |
|             | الاتحاد الدولي للاتصالات                    | 19 فبراير 1965      | 18 أبريل 1962          |